# École supérieure du pétrole de Bakou
L’École supérieure du pétrole de Bakou (en azéri : Bakı Ali Neft Məktəbi) est une université publique située à Bakou, en Azerbaïdjan.

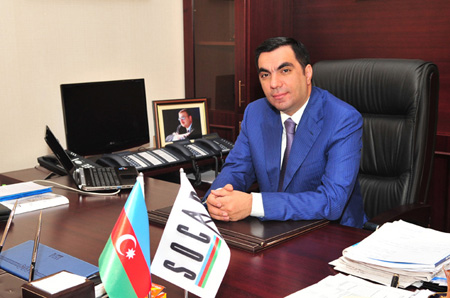
Elmar Qasimov, le recteur de l’école.

## Fonctionnement
L’école supérieure de pétrole de Bakou fondée en novembre 2011 conformément au décret du président de la République d'Azerbaïdjan au sein de la SOCAR (compagnie nationale pétrolière et gazière d'Azerbaïdjan), est un des plus récents établissements d’enseignement supérieur de la république d’Azerbaïdjan.
Le système d’éducation est basé sur son partenariat avec l'université Heriot-Watt en Écosse. L’accord de coopération étroite entre les deux établissements, ainsi que la formation conjointe de jeunes professionnels a été signée à Édimbourg le 6 septembre 2013 par Steve Chapman, le recteur de l'établissement écossais et le recteur de l’école supérieure de pétrole de Bakou, Elmar Qasimov.

## Admission
L'admission requiert une note de plus de 600 aux examens effectués par la commission d'admission des étudiants d'État. Selon les décrets du président Aliyev du 9 septembre 2014, au cours des deux dernières années académiques (2015 et 2016), sur 253 personnes ayant obtenu les meilleurs résultats à ces examens d'admission, 34 étudiants de l'école (13,4 %) ont été récompensés par l'attribution d'une bourse présidentielle.

## Filières et centres linguistiques
| 1 | Génie pétrolier                         |
| 2 | Génie chimique                          |
| 3 | Informatique réseau et multimédia       |
| 4 | Centre d’éducation physique et sportive |
| 5 | Centre linguistique                     |

## Clubs et organisations d'étudiants
Différents clubs fonctionnent dans l'école, à la fois de manière indépendante et sous l'égide du Comité syndical des étudiants et de l'Organisation de la jeunesse étudiante, afin de défendre les intérêts des étudiants, de résoudre leurs problèmes sociaux et d'organiser efficacement leurs loisirs.
Ces clubs créent des conditions favorables à l'organisation efficace des loisirs des étudiants, les impliquent dans la gestion, soutiennent le développement d'activités organisationnelles, entrepreneuriales et créatives, les encouragent à participer à divers projets locaux et internationaux, démontrent leurs connaissances et leurs compétences, et organisent régulièrement des concerts de charité, des visites de maisons de retraite et d'orphelinats, ainsi que des formations et des séminaires éducatifs.